# Stefan Brzeziński (inżynier)
Stefan Włodzimierz Brzeziński (ur. 1929, zm. 10 lipca 2022) – polski inżynier włókiennictwa, prof. dr hab.

## Życiorys
Obronił pracę doktorską, następnie uzyskał stopień doktora habilitowanego. Otrzymał tytuł profesora w zakresie nauk technicznych. Został zatrudniony na stanowisku profesora zwyczajnego w Instytucie Inżynierii Tekstyliów i Materiałów Polimerowych na Wydziale Inżynierii Włókienniczej i Ochrony Środowiska Akademii Technicznej i Humanistycznej, oraz w Instytucie Włókiennictwa.
Był pełnomocnikiem dyrektora ds. naukowo-badawczych w Instytucie Inżynierii Materiałów Włókienniczych, oraz członkiem rady naukowej w Instytucie Włókiennictwa.
Pochowany na Starym Cmentarzu w Łodzi.

## Odznaczenia
- Krzyż Oficerski Orderu Odrodzenia Polski[1]